# Chiesa dei Santi Pietro e Paolo (Brissago)
La chiesa dei Santi Pietro e Paolo è un edificio religioso di rito ambrosiano che si trova a Brissago, in Canton Ticino.

## Storia
Una struttura religiosa si trovava qui almeno dal XIII secolo, ma venne completamente ricostruita nel XVI secolo, su progetto di Giovanni Beretta. La ricostruzione avvenne tra il 1526 e il 1610. Al XIX secolo risale invece un ampliamento del coro. 

## Descrizione
La chiesa ha una pianta ad unica navata, sovrastata da una volta a crociera.
All'interno della chiesa si conservano arredi del Sei-Settecento.
L'organo a canne della parrocchiale, costruito nel 1696 da un artefice a noi sconosciuto, è stato successivamente oggetto di ampliamenti da parte degli organari varesini Biroldi. Nel 1965 lo strumento è stato restaurato dall'organaro Hans-Jakob Fuglister di Grimisuat (Vallese), che (purtroppo) non ha conservato la trasmissione meccanica sospesa originale. Presenta una tastiera di 56 tasti, una pedaliera di 27 pedali e 15 registri nominali.